# Hărman (gmina)
Hărman – gmina w Rumunii, w okręgu Braszów. Obejmuje miejscowości Hărman i Podu Oltului. W 2011 roku liczyła 5402 mieszkańców. 